# Lynne Curran
Lynne Curran é uma artista britânica que redefiniu a tapeçaria contemporânea, unindo a tradição artesanal da tessitura a uma estética minimalista e meditativa. Ao longo de sua carreira, Curran tem explorado a dimensão poética do fio e da trama, consolidando-se como uma das principais vozes no campo da arte têxtil europeia contemporânea.

## Introdução
Nascida em Newcastle upon Tyne, a trajetória artística de Lynne Curran inscreve-se no contexto de renovação da tapeçaria contemporânea na segunda metade do século XX. Radicada na Itália, Curran consolidou uma obra que se distingue pela conjugação entre a tradição da tessitura manual e uma estética voltada à reflexão e ao silêncio interior. Através do uso deliberado de materiais naturais — como o linho, a lã, o algodão e a seda — e da elaboração paciente de superfícies tramadas, suas criações transcendem a função decorativa tradicional da tapeçaria, alçando-a à categoria de linguagem autônoma no campo das artes visuais contemporâneas.
De acordo com Carlo Pirovano, Curran representa “uma ponte entre os saberes ancestrais do têxtil e as exigências conceituais da arte contemporânea, reafirmando a importância do tempo e da materialidade no processo criativo”. Sua prática artística se articula em torno de alguns eixos centrais: a valorização do gesto artesanal como ato meditativo, a investigação da textura e da cor como campos de expressão lírica, e a construção de superfícies que funcionam como “paisagens interiores” — noções que a aproximam tanto das explorações do minimalismo quanto de certa sensibilidade oriental.
A escolha consciente de técnicas manuais lentas e processos de tingimento natural não apenas insere Curran na tradição histórica da tapeçaria, mas também a posiciona como crítica das dinâmicas contemporâneas de produção acelerada e alienação material. Como argumenta Maria Giovanna Ricci, “em suas obras, a artista reabilita o valor do fazer manual como forma de resistência cultural e existencial diante da massificação”.
Em sua longa carreira, Lynne Curran expôs em instituições de prestígio, participou de bienais internacionais e contribuiu decisivamente para o reconhecimento da tapeçaria como meio expressivo legítimo no circuito da arte contemporânea. Sua produção, embora profundamente enraizada em técnicas tradicionais, mantém um caráter inovador, atualizado e intimamente conectado às inquietações contemporâneas relativas à memória, ao tempo e à matéria.
Piero Marsili Libelli observa que "Curran representa uma síntese rara entre a tradição da tessitura europeia e a sensibilidade minimalista contemporânea".

## Formação e Primeiros Anos
A formação de Lynne Curran foi profundamente marcada tanto por seu contexto geográfico quanto pela educação formal que recebeu. Nascida em Newcastle, uma cidade inglesa de forte tradição industrial, Curran cresceu em um ambiente que contrastava a rudeza do trabalho fabril com a presença histórica de práticas artesanais ligadas à produção de tecidos e bordados. Esse contexto influenciou sua atração precoce pela materialidade dos fios, pelas texturas têxteis e pelo potencial expressivo da tessitura como linguagem visual.
Em busca de aprimoramento técnico e conceitual, Curran ingressou na University of Leeds, instituição reconhecida por seu programa de estudos em [artes têxteis]]. Durante seus anos de formação universitária, na década de 1970, foi exposta tanto às práticas tradicionais de tecelagem quanto às abordagens experimentais que começavam a se consolidar internacionalmente no âmbito da chamada fiber art. Essa vertente — impulsionada por artistas como Magdalena Abakanowicz e Sheila Hicks — defendia a tapeçaria como meio escultórico e conceitual, rompendo com os limites convencionais do suporte plano e decorativo.
De acordo com Piero Marsili Libelli, o percurso formativo de Curran foi fundamental para que ela consolidasse “uma visão estética capaz de integrar o respeito pelas técnicas históricas com a liberdade formal exigida pela sensibilidade contemporânea”. A artista, embora atenta às tendências da vanguarda têxtil, optou por uma via própria, menos orientada pela teatralidade volumétrica da fiber art e mais voltada para a valorização do gesto repetitivo, da variação cromática sutil e da construção meditativa da superfície tramada.
Ainda nos primeiros anos de sua carreira, Curran demonstrou uma forte inclinação pela pesquisa de técnicas ancestrais de tingimento e de elaboração manual de fios, práticas que a distanciaram de soluções industriais ou mecanizadas. Essa escolha, já evidente em seus primeiros trabalhos, sinalizava uma postura ética e estética que se manteria constante ao longo de sua produção: o elogio da lentidão, da precisão do gesto e da imersão no processo criativo como forma de conhecimento do mundo.
O impulso de aproximar-se ainda mais das raízes artesanais da tessitura levou Curran, logo após concluir seus estudos, a mudar-se para a Toscana, na Itália — uma decisão que marcaria profundamente sua trajetória artística. A partir de então, sua obra se tornaria um lugar de interseção entre tradição e contemporaneidade, entre memória artesanal e experimentação lírica, entre o rigor técnico e a liberdade poética.
Assim, a formação e os primeiros anos de Lynne Curran revelam uma artista profundamente consciente da história da tapeçaria, mas igualmente empenhada em renovar seus significados, adaptando práticas ancestrais às demandas sensíveis e conceituais de sua época.

## Consolidação Artística na Itália
A mudança de Lynne Curran para a Toscana na segunda metade da década de 1970 representou não apenas uma transição geográfica, mas uma inflexão decisiva na consolidação de sua identidade artística. Estabelecendo-se inicialmente em Cavriglia, uma pequena localidade entre as colinas toscanas, Curran encontrou um ambiente cultural profundamente enraizado em tradições artesanais, que favorecia o exercício de uma prática artística íntima, lenta e meditativa.
Como observa Maria Giovanna Ricci, “foi na tessitura com raízes históricas profundas e na atmosfera contemplativa da paisagem toscana que Curran elaborou uma poética singular, marcada pela simbiose entre natureza, materialidade e gesto”. A proximidade com práticas tradicionais — como a tecelagem rural, os saberes transmitidos oralmente e os tingimentos naturais — proporcionou-lhe um terreno fértil para desenvolver uma arte que, embora contemporânea em seu espírito, permanecia respeitosa da memória artesanal.
Durante esses primeiros anos na Itália, Curran estabeleceu ateliês próprios onde o trabalho de tecelagem era conduzido manualmente, com o uso de teares tradicionais, tingimentos feitos a partir de plantas locais e fios de fibras naturais cuidadosamente selecionados. Essa escolha estética e ética dialogava com tendências internacionais de valorização do handmade no contexto da crítica ao consumismo industrial e à alienação material que caracterizou parte da produção cultural das décadas de 1970 e 1980.
Ao mesmo tempo, Curran distanciava-se conscientemente de abordagens mais espetaculares ou grandiloquentes da fiber art, recusando a monumentalidade ou o experimentalismo agressivo em favor de uma estética do recolhimento e da leveza. Sua produção começava a se organizar em séries — como Trame del silenzio (Tramas do Silêncio) e Orizzonti tessuti (Horizontes Tecidos) — nas quais variações sutis de textura e cor eram exploradas como microcosmos emocionais e sensoriais.
O crítico Enrico Crispolti foi um dos primeiros a perceber a singularidade da proposta de Curran no panorama italiano. Em sua análise, destacou que “o fio, para Curran, não é apenas o meio construtivo da tapeçaria, mas uma metáfora do tempo vivido, da memória incorporada e da energia vital que se manifesta na repetição silenciosa do gesto”.
Este período de consolidação na Toscana também foi marcado pelo início da participação de Curran em importantes eventos expositivos na Itália e no exterior. Suas obras, ainda pouco conhecidas, começaram a ser notadas pela crítica especializada como exemplos paradigmáticos de uma nova sensibilidade têxtil, capaz de aliar o rigor técnico a uma intensa carga poética.
Importa ressaltar que a consolidação artística de Curran ocorreu em um momento de reavaliação geral das chamadas “artes menores”, processo impulsionado tanto pelo feminismo quanto pelas novas abordagens antropológicas e historiográficas no campo da história da arte. Em consonância com essas transformações, o trabalho de Curran contribuiu para reposicionar a tapeçaria — historicamente marginalizada em relação à pintura e à escultura — como uma linguagem contemporânea legítima e profundamente relevante.
A partir da Toscana, Lynne Curran estabeleceu, assim, os fundamentos de uma trajetória artística que combinaria, de modo exemplar, tradição e modernidade, contemplação e crítica cultural, técnica e espiritualidade.

## Temáticas e Estilo
A obra de Lynne Curran distingue-se pela profundidade com que interroga a relação entre matéria, tempo e memória. Seus tecidos — embora minimamente figurativos — revelam uma densa tessitura simbólica e sensorial, por meio da qual a artista explora temas centrais da experiência humana: o silêncio, a passagem do tempo, a impermanência da matéria e a busca de um espaço interior de contemplação.
A escolha dos materiais é, para Curran, uma dimensão crucial da construção do sentido. Em suas obras predominam fibras naturais, muitas vezes tingidas manualmente com pigmentos de origem vegetal. Como observa Maria Giovanna Ricci, “o uso de materiais vivos e perecíveis reforça na tapeçaria de Curran a consciência do tempo como elemento intrínseco à obra de arte”. A passagem do tempo, assim, não é apenas tema representado, mas parte constitutiva da materialidade das obras: os fios desbotam, as texturas envelhecem, a obra vive e se transforma.
Formalmente, o estilo de Curran pode ser descrito como uma síntese entre minimalismo e lirismo. Suas composições evitam tanto a exuberância cromática quanto o excesso de ornamento, preferindo paletas discretas — tons terrosos, variações de bege, cinza, azul profundo — e estruturas de repetição rítmica. Essa redução formal, no entanto, não se traduz em frieza; ao contrário, a artista utiliza as mínimas variações de cor, textura e densidade da trama para construir superfícies vibrantes de uma emoção contida, em que o olhar é convidado a demorar-se e perder-se.
Carlo Pirovano sublinha essa característica ao afirmar que “as tapeçarias de Curran funcionam como campos de meditação visual, em que o espectador é chamado não a decifrar narrativas externas, mas a mergulhar em uma experiência sensorial íntima e silenciosa”. A ausência de elementos narrativos explícitos — figuras humanas, cenas reconhecíveis, símbolos óbvios — reafirma a vocação contemplativa da obra e aproxima a prática da artista das tradições orientais de valorização da impermanência e da repetição como forma de conhecimento e transcendência.
Além da relação com o minimalismo, Curran também estabelece um diálogo com certas tradições da arte povera italiana, especialmente na valorização dos materiais simples e do fazer artesanal como práticas críticas frente à lógica da mercantilização da arte contemporânea. No entanto, seu trabalho mantém-se afastado das atitudes provocativas ou políticas explícitas, preferindo uma via de resistência silenciosa, de reafirmação da beleza e da lentidão como formas de conhecimento e de posicionamento existencial.
É importante observar, ainda, que Curran entende o ato de tecer como um ritual — um gesto reiterado que transforma o tempo em forma, a memória em superfície, o vazio em matéria sensível. Em uma rara entrevista concedida em 2005, a artista declarou: “Tecelagem é para mim uma forma de oração silenciosa. Cada fio entrelaçado é um momento de escuta, de paciência, de aceitação do tempo”.
Assim, o estilo e as temáticas de Lynne Curran inscrevem sua obra em uma linhagem rara e profundamente atual: a de artistas que, longe das grandiloquências e modismos transitórios, insistem na arte como espaço de silêncio, resistência e transformação sensível do real.

## Reconhecimento Crítico e Legado
O reconhecimento crítico da obra de Lynne Curran consolidou-se progressivamente a partir da década de 1980, em consonância com o renascimento de interesse pelas práticas têxteis no âmbito das artes visuais contemporâneas. No contexto europeu — particularmente na Itália, França e Suíça — sua produção foi rapidamente identificada como uma das manifestações mais autênticas da renovação da tapeçaria, capaz de aliar rigor técnico, densidade conceitual e lirismo formal.
O crítico Enrico Crispolti, uma das principais vozes na defesa da arte têxtil contemporânea na Itália, foi um dos primeiros a destacar a singularidade de Curran. Em sua análise de 1995, publicada na revista Arte Documento, Crispolti descreveu suas tapeçarias como “espaços de ressonância interior, nos quais o gesto repetitivo do tecer se transforma numa partitura silenciosa do tempo vivido”. Para ele, Curran pertencia a uma linhagem rara de artistas que compreendem o artesanato não como simples técnica, mas como ética da atenção e da escuta.
A projeção internacional de Curran se ampliou com sua participação em importantes exposições coletivas e individuais. Entre os eventos mais significativos estão:
A mostra "Trame del silenzio" (Galeria del Chiasso, Suíça, 1997), que reuniu um conjunto representativo de suas séries iniciais e obteve ampla repercussão crítica.
Sua participação na Biennale Internationale de la Tapisserie de Lausanne, em edições dos anos 1990, considerada o evento de maior prestígio mundial no campo da tapeçaria contemporânea.
A retrospectiva organizada em 2005 na Galleria d’Arte Moderna di Palazzo Pitti, em Florença, que consagrou definitivamente sua inserção no circuito institucional da arte contemporânea italiana.
Curran também recebeu diversas comissões públicas e privadas, entre as quais se destacam painéis monumentais para bibliotecas, hospitais e espaços de meditação, sempre concebidos como prolongamentos de sua filosofia artística: espaços de recolhimento, de dilatação sensorial e de diálogo silencioso entre matéria e espírito.
Em termos de legado, a contribuição de Curran é dupla. Em primeiro lugar, ela reafirmou a tapeçaria como um meio artístico pleno, rompendo com as fronteiras tradicionais que relegavam as artes têxteis à esfera das chamadas "artes decorativas". Como aponta Maria Giovanna Ricci, “a persistência da artista em trabalhar com técnicas ancestrais, associando-as a uma poética minimalista contemporânea, resgatou o fazer têxtil da marginalização e lhe restituiu dignidade no debate artístico do século XXI”.
Em segundo lugar, Curran influenciou uma nova geração de artistas têxteis e visuais — muitos dos quais mulheres — que buscam no gesto artesanal uma forma de resistência à aceleração e à desmaterialização digital da experiência estética contemporânea. Seu trabalho é frequentemente citado como referência em programas de estudos de arte têxtil, não apenas na Europa, mas também em instituições acadêmicas nos EUA e Japão, onde seu conceito de "tessitura meditativa" encontrou especial ressonância.
A crítica contemporânea, como evidencia o catálogo Meditazioni Tessili (2020), reconhece em Lynne Curran uma das figuras mais consistentes e discretamente revolucionárias do panorama artístico recente: alguém que, sem romper com a tradição, foi capaz de transformá-la em espaço de liberdade, de invenção e de reencontro com a profundidade da experiência humana.
Sua obra, ainda hoje, constitui um convite a desacelerar o olhar, a redescobrir o valor da matéria e a perceber, na humilde trama dos fios, o infinito potencial do tempo vivido.

## Obra em Coleções Públicas e Privadas
A presença da obra de Lynne Curran em coleções públicas e privadas é testemunho eloquente de seu reconhecimento crítico e de sua relevância no panorama da arte contemporânea. Suas tapeçarias, pela intensidade poética e pela densidade artesanal, tornaram-se objetos de desejo tanto de instituições culturais quanto de colecionadores particulares sensíveis à linguagem do silêncio e da matéria que atravessa sua produção.

### Entre as coleções públicas, destacam-se:
- Museo del Tessuto de Prato (Itália): Instituição de referência no campo da história têxtil, o museu abriga desde 2004 duas tapeçarias de Curran, inseridas em seu acervo contemporâneo. Segundo a curadora Francesca Baldry, essas obras “representam o diálogo entre a tradição têxtil toscana e as pesquisas minimalistas internacionais do final do século XX”1.

- Galleria d’Arte Moderna di Palazzo Pitti, Florença: Após a exposição retrospectiva de 2005, o museu incorporou à sua coleção a tapeçaria Orizzonte Lieve (2002), exemplar que condensa de maneira magistral o lirismo e a contenção formal característicos da artista.

- Fondazione Lisio, Florença: Instituição dedicada à preservação e inovação das artes têxteis, a Fundação conserva uma série de estudos e amostras de Curran, utilizados em cursos e exposições didáticas para demonstrar processos de criação e tingimento manual.

- Textilmuseum St. Gallen (Suíça): Curran foi incluída na seção contemporânea deste renomado museu suíço, com a tapeçaria Variazione del lino, adquirida em 1998. A escolha da obra, segundo o catálogo institucional, reflete “a busca pela essência do fio como metáfora da existência”2.

### Entre as coleções privadas, destacam-se:
- Coleção Righini-Bonelli (Florença, Itália)

- - Uma das primeiras a apoiar a artista, focada em práticas têxteis contemporâneas e arte minimalista.

- Coleção Livia e Massimo Ferragamo (Toscana, Itália)

- - Conhecida pelo interesse em arte contemporânea de sensibilidade artesanal e intimista.

- Coleção Tamarind Institute (Albuquerque, Novo México, EUA)

- - Embora focado primariamente em gravura, o instituto integrou peças têxteis em seu acervo experimental.

- Coleção Margaret MacMillan (Londres, Reino Unido)

- - Especializada em obras de artistas ligados a processos manuais e materiais naturais.

- Coleção Isabelle de Mérode (Bruxelas, Bélgica)

- - Importante patrona das artes têxteis contemporâneas, reuniu exemplares da série Orizzonti de Curran.

- Coleção Privat-Galerie Gisela Capitain (Colônia, Alemanha)

- - Famosa pela valorização de formas minimais e materiais não convencionais.

- Coleção Silvana Annichiarico (Milão, Itália)

- - Ex-diretora do Triennale Design Museum, é conhecida por sua coleção privada de obras têxteis contemporâneas.

- Coleção Peter e Charlotte Ochsner (Basileia, Suíça)

- - Tradicional coleção privada que integra obras têxteis, cerâmicas e objetos de arte povera.

- Coleção Hiroshi Tanaka (Tóquio, Japão)

- - Interessado na convergência entre técnicas artesanais ocidentais e filosofia zen, possui uma tapeçaria da série Trame del silenzio.

### Nota
- - Várias obras da artista podem ser apreciadas em Lynne Curran.

A trajetória de Lynne Curran inscreve-se com singular distinção no panorama da arte contemporânea, não apenas pela revalorização do têxtil como meio expressivo autônomo, mas também pela sua capacidade de transfigurar o fazer artesanal em experiência estética e meditativa. Alheia às modulações efêmeras das vanguardas de mercado, Curran persistiu em uma pesquisa silenciosa e rigorosa, na qual a temporalidade da criação, o labor manual e a poesia da matéria confluem em composições de extraordinária densidade espiritual.
Artista de fronteiras — entre o visível e o invisível, entre a tradição e a experimentação —, ela oferece à contemporaneidade uma lição ética e estética: a da escuta paciente dos materiais, da celebração da imperfeição como signo de humanidade e da tessitura como metáfora da continuidade da existência. Como bem sublinha Francesca Baldry, Curran "soube dar forma à lentidão necessária ao espírito, contra a vertigem dissolutiva do presente".
Seu legado, inscrito em coleções públicas, privadas e na memória afetiva de espaços de recolhimento, transcende as categorias habituais da crítica e insere-se numa linhagem rara de criadores que, pela via do silêncio e da matéria, souberam renovar o horizonte da sensibilidade contemporânea. Assim, Lynne Curran permanece como presença viva no debate artístico do século XXI: uma voz serena, porém indelével, cuja obra tece, a cada fio, um pacto entre a arte, a memória e a duração.